# Geoica utricularia
Espèce
Geoica utricularia est un insecte de l'ordre des hémiptères responsable de galles sur le Pistachier térébinthe.

## Liste des sous-espèces
Selon Catalogue of Life (29 novembre 2020) :
- Geoica utricularia urumqiensis Qiao & Guangxue Zhang, 2001
- Geoica utricularia utricularia